# هونسل
هونسل (به هلندی: Hunsel) یک منطقهٔ مسکونی در هلند است که در لئودال واقع شده‌است. هونسل ۹۴۰ نفر جمعیت دارد.